# Палладио, Андреа
Андреа Палладио (итал. Andrea Palladio), настоящее имя Андреа ди Пьетро да Падова (Andrea di Pietro da Padova, Andrea di Pietro della Gondola; 30 ноября 1508, Падуя — 19 августа 1580, Виченца) — итальянский архитектор позднего Возрождения венецианской школы.
Основоположник палладианства — оригинального течения в архитектуре европейского классицизма, основанного на переосмыслении античных традиций. Палладио строил церковные и светские здания. Его теоретический трактат «Четыре книги об архитектуре» (1570) принёс ему всеобщее признание, а выдающиеся постройки вызвали множество подражаний в разных странах Европы и Америки.
Город Виченца с его двадцатью тремя зданиями, спроектированными Палладио, и двадцатью четырьмя палладианскими виллами области Венето внесены в список Всемирного наследия ЮНЕСКО как часть объекта Всемирного наследия под названием «Город Виченца и палладианские виллы Венето».

## Биография
Андреа родился 30 ноября 1508 года в Падуе, бывшей в то время частью Венецианской республики, в семье мельника Пьетро по прозванию «делла Гондола» (итал. Pietro della Gondola — «Пьетро-лодочка»). При рождении был наречён именем Андреа ди Пьетро делла Гондола. Точное время и место рождения архитектора вызывают дискуссии его биографов. Рождение 30 ноября 1508 года указано в ранней биографической заметке, написанной Паоло Гуальдо в 1617 году, но опубликованной в 1749 году Джованни Монтенари. Место рождения — Падуя или Виченца — также проблематично.
Первый опыт в архитектуре получил в родном городе, с 1521 года став учеником резчика по камню в мастерской скульптора Бартоломео Кавацца из Соссано, печально известной скверными условиями работы. Дважды пытался оттуда сбежать; вторая попытка, в 1524 году, была удачной, и Палладио перебрался в Виченцу. В Виченце Палладио начал работать в камнерезной и скульптурной мастерской Сан-Бьяджо в квартале Педемуро, считавшейся ведущим предприятием подобного рода. Её владельцы, Джованни ди Джакомо из Порлеццы и Джироламо Питтони из Луминьяно, были знаменитыми в Виченце скульпторами. Андреа делал работу, обычно поручаемую подмастерьям: капители, рельефы, фризы. По протекции ди Джакомо в апреле 1524 года Андреа был принят в гильдию (fraglia) каменщиков Виченцы.

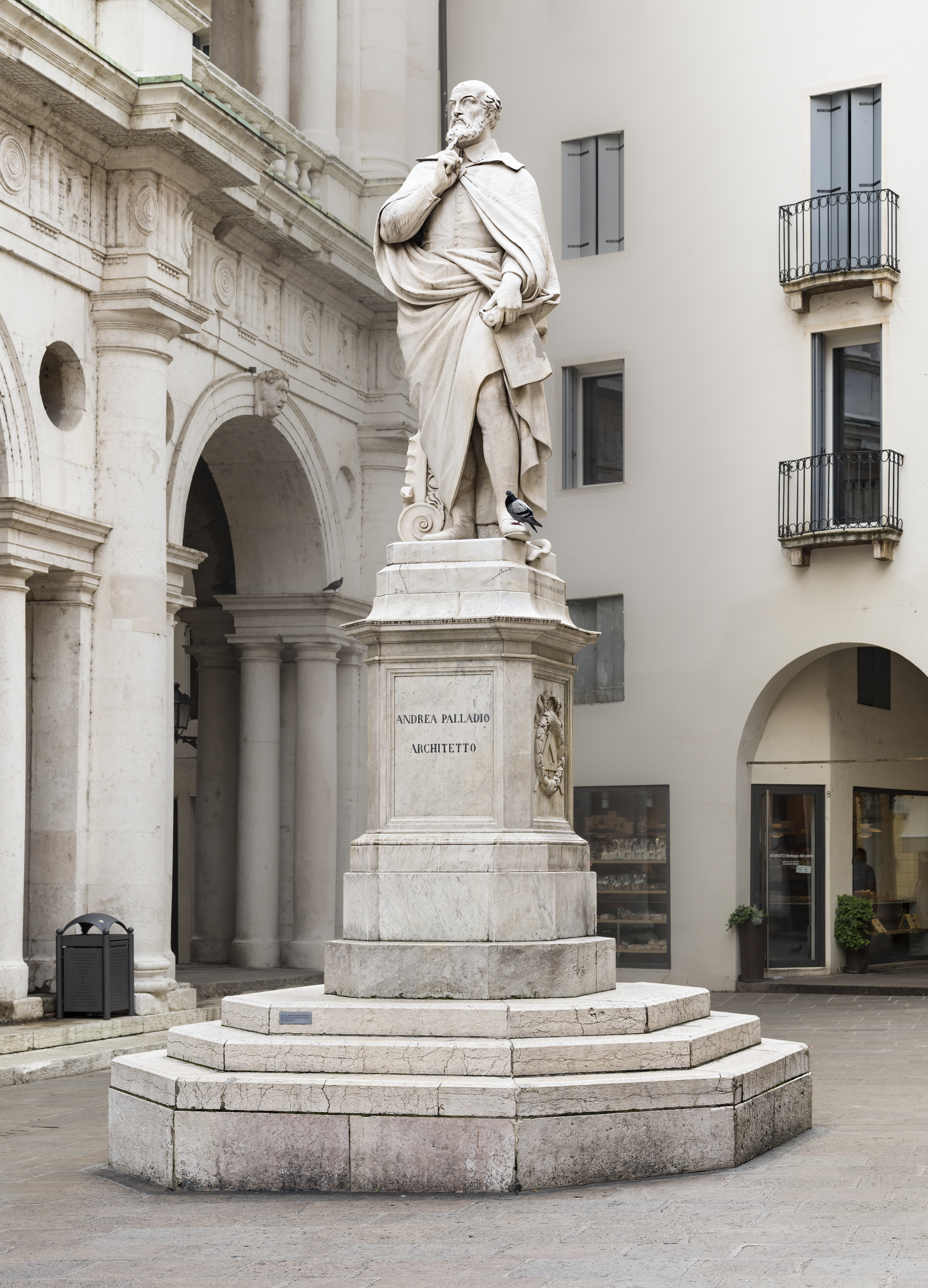
Памятник Андреа Палладио в Виченце

В Виченце будущий мастер сблизился с гуманистом Джанджорджо Триссино, под руководством которого начал изучать архитектуру и получил гуманистическое образование. Триссино убедил его сменить имя на псевдоним Палладио, от эпитета древнегреческой богини Афины — Паллада (греч. Παλλάς, вероятно от греч. πάλλω, «сотрясать [оружием]») — победоносная воительница (именем Палладио сам Триссино впоследствии назвал небесного посланника в одной из своих эпических поэм). Согласно иной версии имя Палладио призвано означать «тот, кто посвящён Афине Палладе», греческой богине-покровительнице искусств. По совету Триссино будущий архитектор совершил своё первое путешествие в Рим, а по его возвращении гуманист стал его первым заказчиком и постоянным покровителем.
При покровительстве Триссино мастер познакомился со многими выдающимися памятниками римской античной и ренессансной архитектуры во время поездок в Верону (1538—1540), Венецию (1538—1539), Рим (1541—1548; 1550—1554) и другие города. Опыт и творческие принципы Палладио сложились под влиянием внимательного изучения трактата древнеримского архитектора Витрувия «Десять книг об архитектуре», а также изучения практики и теорий архитекторов XV века и его современников: Леона Баттисты Альберти, Джулио Романо, Донато Браманте, Рафаэля Санти, Микеланджело Буонарроти, Себастьяно Серлио, Микеле Санмикели.
В 1534 году, когда ему было 26 лет, его женой стала Аллеградонна, дочь плотника Маркантонио. У них родилось пятеро детей: сыновья Леонид, Марко Антонио, Орацио и Силла, и дочь Зенобия.
С 1558 года архитектор работал в Венеции, где возвёл ряд церквей, городских палаццо, общественных построек; по заказам венецианской знати строил виллы в окрестностях Венеции и Виченцы. В 1570 году Андреа Палладио получил от венецианского Сената титул «виднейшего гражданина Венеции» (Proto della Serenissima; Серениссима — «Светлейшая», эпитет города Венеция). Скончался 19 августа 1580 года в Виченце.

## Творческий метод и художественный стиль
Из поездок по разным городам Италии Палладио вынес кроме преклонения перед античностью любовь к венецианской архитектуре, усвоил живописное мироощущение венецианских художников. Соединение этих двух основных компонентов, по определению В. Г. Власова, «составило основу его творческого метода». Не случайно в одной из своих главных построек: Вилле Барбаро Палладио сотрудничал с выдающимся венецианским живописцем Паоло Веронезе.
Палладио завершил начатую Витрувием канонизацию древнеримского архитектурного стиля. Вместе с Даниэле Барбаро Палладио посетил Рим для изучения памятников античности. В Риме в 1554 году они вместе завершали подготовку первого перевода и критического издания трактата «Десять книг об архитектуре» Витрувия под названием «M. Vitruvii de architectura, Venezia, 1567. Le illustrazioni dell’opera del Barbaro furono realizzate da Andrea Palladio». Оригинальные иллюстрации сочинения Витрувия не сохранились, а иллюстрации издания Барбаро были сделаны Андреа Палладио (1556—1557).
В 1570—1581 годах в Венеции был опубликован главный теоретический труд Палладио «Четыре книги об архитектуре» (Quattro libri dell’architettura). В своих «Книгах» Палладио привёл канон древнеримских ордеров по Витрувию, архитектору, которого он избрал себе учителем и руководителем, обмерные чертежи античных зданий, а также образцы «хороших построек» эпохи итальянского Возрождения и собственные проекты. Палладио разрабатывал практическое руководство для архитекторов, при этом критиковал «старую манеру строить» (имеется в виду средневековое искусство и зарождающееся барокко).
Однако творчество самого Палладио противоречиво, что разъясняет высказывание Д. Барбаро: «Правила сами по себе верны и постоянны, основаны на пропорциях и не терпят исключения; однако то чувство души нашей, которое, пожалуй, глубже проникает внутрь вещей при содействии неведомой силы природы, не всегда получает удовлетворение и не всегда соглашается с глазом, который получает радость от простой и чистой пропорции…».
Палладио — пурист классицизма, архитектор, который впервые возвел принцип чистоты, ясности пропорций до уровня творческого метода. Превыше других Палладио ценил творчество архитектора римского классицизма эпохи Высокого Возрождения Донато Браманте, упоминая его постройки наряду с античными. Ведущим является принцип подобия: два или четыре одинаковых портика, четыре, шесть или восемь колонн. Вся постройка вписывается в куб либо пропорционируется «в два или три куба». Размеры внутренних помещений архитектор определял по измерениям одного, который принимал за модуль, и рассчитывал, исходя из кратных отношений (обычная схема «в два куба»).
Гармонизацию своих построек, их планы, фасады, размеры внутренних помещений он выстраивал на основе отношений простых целых чисел, введённых ещё Л. Б. Альберти (1:1, 3:4, 4:5, 3:2, 5:3, 5:8, 13:8), совпадающих с численным рядом Фибоначчи, однако в трактате Палладио не упоминается о правиле золотого сечения, а связанное с этим правилом отношение диагонали квадрата к его стороне «указывается крайне редко». В качестве непосредственного инструмента проектирования Палладио использовал «правило прямого угла» и связанный с этим правилом принцип параллельности диагоналей вписанных прямоугольников, достигая их подобия. Поэтому даже при использовании кратных размеров он каждый раз «выходил» на отношения «золотого сечения» (618:382).
С другой стороны, по мнению академистов, Палладио «слишком свободно» обращается с классическими темами архитектуры. Так в Палаццо Кьерикати он зрительно ослабил углы здания, что считается ошибкой против классических правил. В Палаццо Вальмарана, оформив фасад пилястрами, он оставил углы здания без них; в Палаццо Порто ин Пьяцца Кастелло в фасаде из трёх колонн «возмутительно» поставил колонну по средней оси фасада!
Любимый приём архитектора — «тематический коллаж», произвольное соединение в одной композиции нескольких разнохарактерных мотивов: колоннады, аркады, лоджии, балюстрад. Отсюда его изобретения: палладиево окно, палладианская лоджия. Благодаря ясности пропорций, симметрии, чистоте силуэта подобные приёмы не приводят к открытой эклектике, но порождают ощущение компилятивности, искусственности, вторичности стиля.
Историк искусства и художественный критик П. П. Муратов в книге «Образы Италии» писал о Палладио: «Никакой другой архитектор не был так чужд шаблону и постоянной формуле… Палладио ни разу не повторил себя, и в то же время все, что им создано, могло быть создано именно им, и только им одним. В этом истинная классичность его искусства, искавшего и нашедшего единство в многообразии… Вместе с исследователем в нём уживался изобретатель, и именно инвенция была движущим началом его творчества». Далее Муратов цитирует французского архитектора Катрмера-де-Кенси: «Палладио как будто бы задался целью показать, что всё разумное в формах и пропорциях древней архитектуры годится для всякой эпохи и для всякой страны с теми изменениями, которых не отвергли бы и сами строители древности… Отсюда проистекает вполне свободное, лёгкое и находчивое применение им планов, линий и украшений античности…».
Античность была для Палладио «живым организмом», и он воспринимал её естественно, свободно и живописно, как естественный пейзаж. «Палладио столь же открыт для живописного видения мира, — писал далее Муратов, — как его современник Тинторетто и как его друг и постоянный сотрудник Веронез… Симметрия и асимметричность перемежаются в его планах так же свободно и прекрасно, как в живом теле. Момент разрастания здания был для него излюбленным творческим моментом, и в руинах античности он больше всего любил те, где особенно выражено это разрастание…».
В этом отношении Палладио является создателем собственной версии архитектурного классицизма, получившего впоследствии наименование палладианства, или палладианизма. Классицизм Высокого Возрождения в Риме в лице Браманте и Рафаэля страдал ограниченностью композиционных схем: абсолютная симметрия, центрический план, полусферический купол и арка. Ко времени, когда творил Палладио, уже возникла необходимая (хотя и минимальная) историческая дистанция, античность и эпоха Возрождения ощущались наследием, прекрасным прошлым. Романтическое, свободное отношение к этому наследию и создало предпосылки возникновения оригинального «палладианского» стиля.
В Венеции по проектам Палладио построены две церкви: Сан-Джорджо-Маджоре и похожая на неё церковь Иль Реденторе, а также фасад церкви Сан-Франческо-делла-Винья. «Эти церкви, гармонично связанные с окружающей средой, одновременно чужды остальной Венеции, красочной, яркой и сумбурной. Беломраморные портики с величавыми колоннами коринфского ордера, треугольными фронтонами и статуями в нишах искусственно приставлены к кирпично-красным базиликам, прикрывая их устаревший непрезентабельный вид, что красноречиво подчеркивает историческую дистанцию между старой и новой архитектурой». Палладио не только «нарушал правила», но и, в частности, не гнушался даже использовать двухъярусные портики, как бы поставленные друг на друга. Например: Палаццо Кьерикати, Вилла Пизани (Монтаньяна), Вилла Корнаро, проект Виллы Мочениго.
Показательно также, что все основные постройки Палладио находятся не в Венеции, Риме или во Флоренции (городах со сложившимися архитектурными традициями), а в провинциальной Виченце и её окрестностях. Во многих композициях Палладио использует колонны исключительно для подчеркивания плоскости стены, превращая их, в сущности, в декоративный рельеф (в чём иногда видят предвестие стиля барокко). Точно так же арка в постройках Палладио воспринимается декоративно — проёмом в массиве стены, «зрительно уничтожая стену», в отличие от более ранних построек Ф. Брунеллески, у которого арка, опирающаяся на колонны, является самостоятельным конструктивным элементом. Так в «Базилике» в Виченце ряд палладиевых окон образует, по определению Д. Е. Аркина, «ритмически сложную, полифоническую тему, обесценивающую плоскость стены и тем самым в значительной степени снимающую ощущение границ внешнего и внутреннего пространств». Ордерные ячейки используются не конструктивно, а живописно, предвещая тем самым будущую экспрессивную и живописную архитектуру маньеризма и барокко. Именно после Палладио понятие «ордерной разработки» фасада и дальнейшая приверженность мастеров классицизма «фасадной архитектуре» получили широкое распространение.
Итальянский архитектор и теоретик периода неоклассицизма Франческо Милициа увидел в композициях Палладио «нарушение классических принципов и норм, единства функции, конструкции и формы» и называл его произведения «причудливыми» (итал. bizarria). Иное мнение высказывал в XIX веке французский архитектор Э. Виолле-ле-Дюк. Он писал из Италии: «Я нахожу Палладио, Сансовино и Виньолу более чем скучными… всё это холодное и без характера. Они хотели упорядочить Ренессанс, а вместо этого выравнивали его». Между тем именно такой «выровненный Ренессанс», а точнее классицизм получил интернациональное признание.

## Основные постройки

### «Базилика Палладио» в Виченце

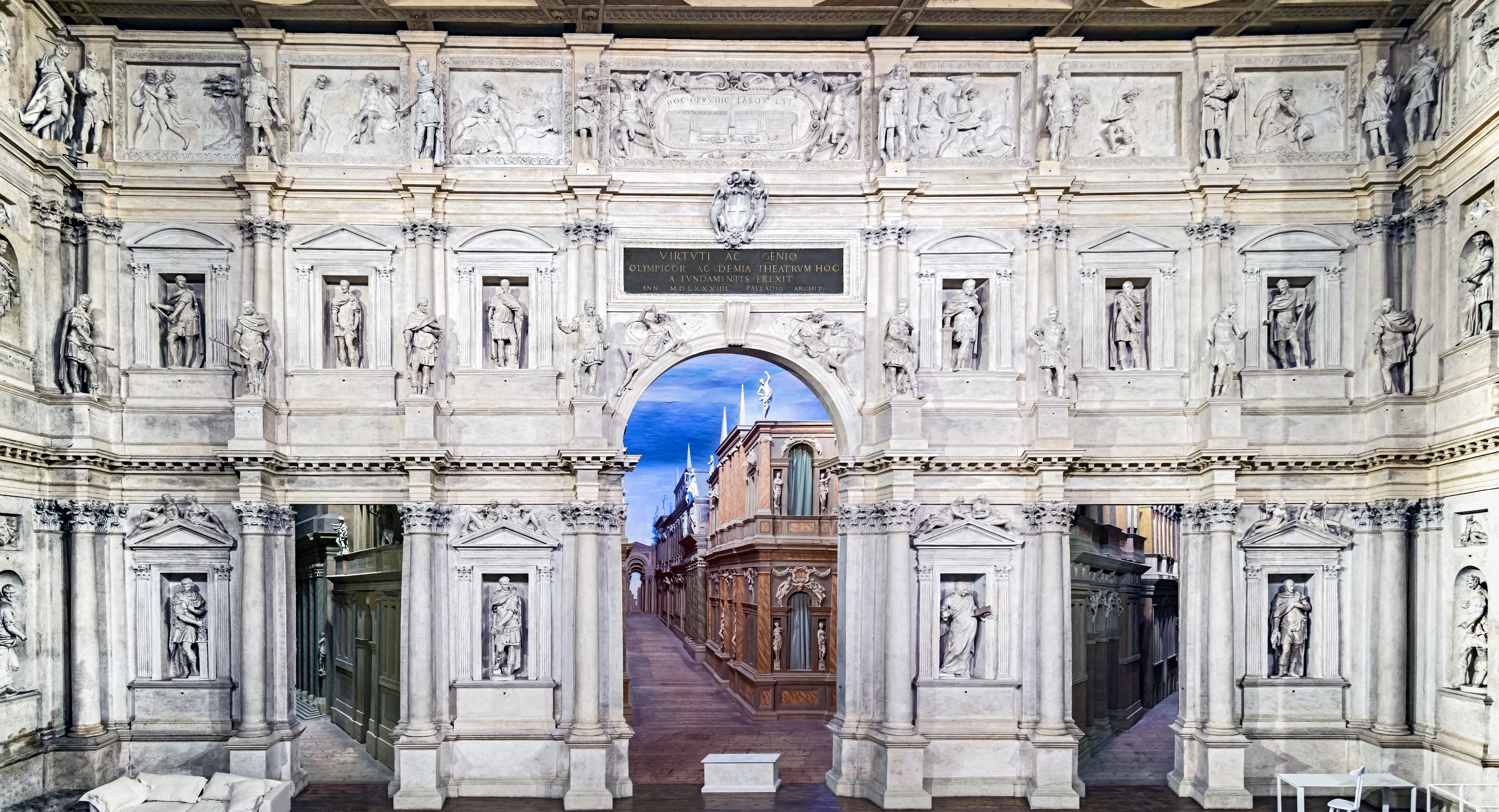
Скена(задник) театрона Театра Олимпико в Виченце

Одно из ранних произведений Палладио (проект 1546 года) — перестройка старинного гражданского здания Палаццо делла Раджоне (место заседания Сената и судей-магистратов), получившего такое название из-за удлинённого плана. Решение, предложенное Палладио, представляет собой, окружение постройки по всем фасадам двухъярусными галереями-лоджиями, модулем которых является так называемая серлиана — проём, средняя часть которого перекрыта аркой, а по сторонам фланкированa колоннами, поддерживающими отрезки антаблемента. Такая композиция, получившая распространение во многих постройках Палладио, получила название по имени архитектора: палладиево окно. Тем самым Палладио открыл новый подход к использованию архитектурного ордера не в качестве конструктивного элемента аркады, как делали до него, а исключительно декоративно. Ряд палладиевых окон фасада Базилики в Виченце «зрительно снимает» ощущение стены как непроходимой преграды.

### Городские палаццо
Изучая сочинение Витрувия «Десять книг об архитектуре», Андреа Палладио развил идею дома с атриумом и перистилем применительно к условиям городской застройки Нового времени и тем самым создал новый тип городского дворца — палаццо. Ранние палаццо в Виченце (Палаццо Тьене, 1550—1551; Изеппо да Порто, 1552) ещё близки флорентийским городским особнякам XV века. Однако уже в Палаццо Кьерикати, начатом в 1550 году, соединены черты небольшого дворца и общественного сооружения. Фасад украшен открытыми двухъярусными лоджиями с колоннадой. По классической древнеримской схеме суперпозиции ордеров в первом ярусе применён дорический ордер (в тосканском варианте), во втором — ионический ордер. Внутри палаццо устроены анфилады залов с центральным большим залом во втором этаже. Благодаря глубоким лоджиям за счёт светотени фасад приобретает качества пластичности и живописности.
В оформлении фасадов вилл и городских домов Палладио часто применял большой ордер (недостроенное палаццо Порта-Бреганзе в Виченце, 1571). Огромные колонны на высоких постаментах зрительно объединяют окна первого и второго этажей. Ещё в Палаццо Вальмарана (начато в 1566) был применён большой ордер в виде пилястр. Но самая знаменитая постройка Палладио, украшенная колоннадой большого композитного ордера — незаконченная Палаццо дель Капитаниато, или Лоджия дель Капитаньо (1571—1572) на площади Синьории в Виченце напротив базилики. Необычна композиция Палаццо Порто на площади Кастелло в Виченце.

### Виллы в окрестностях Венеции

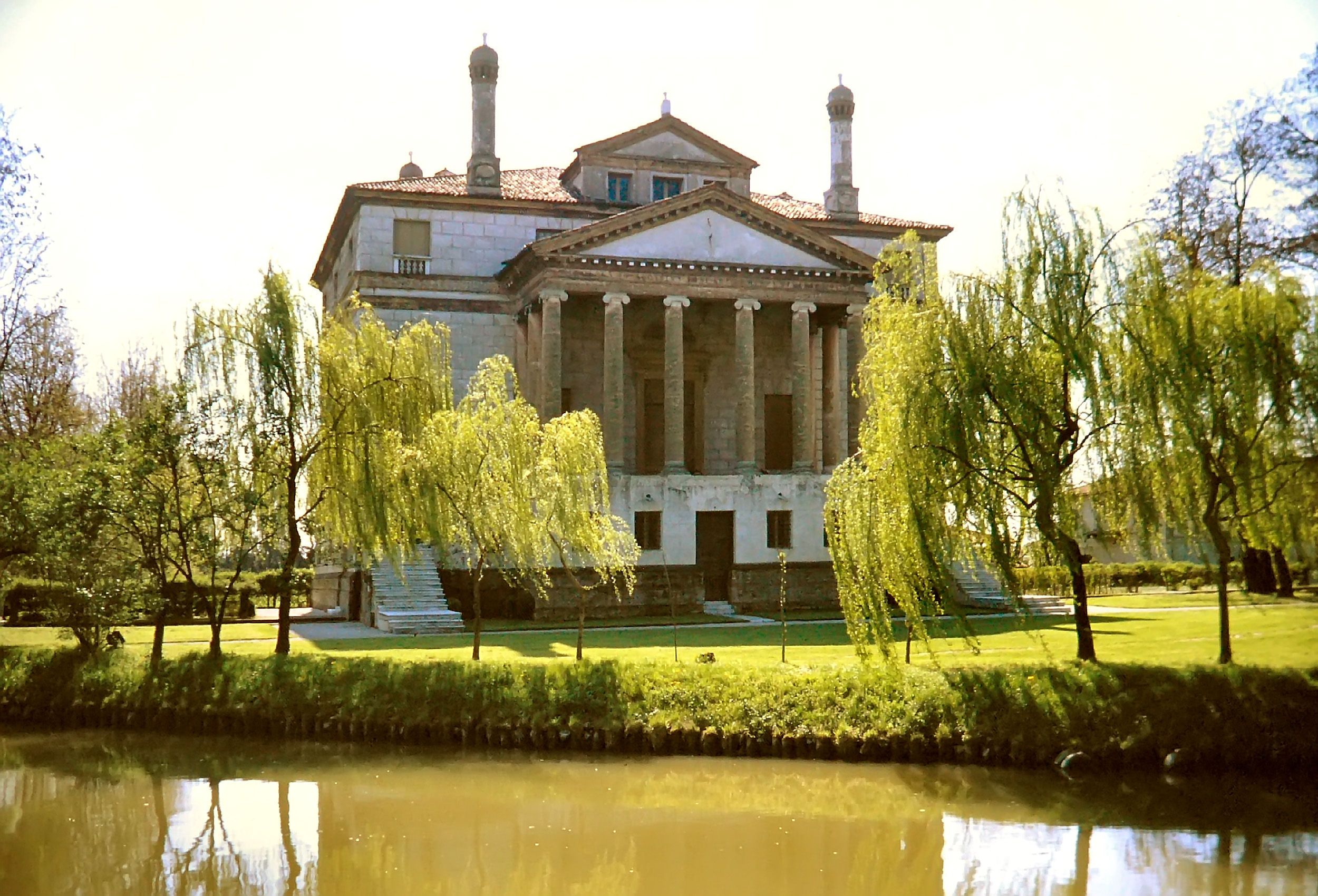
Вилла Фоскари

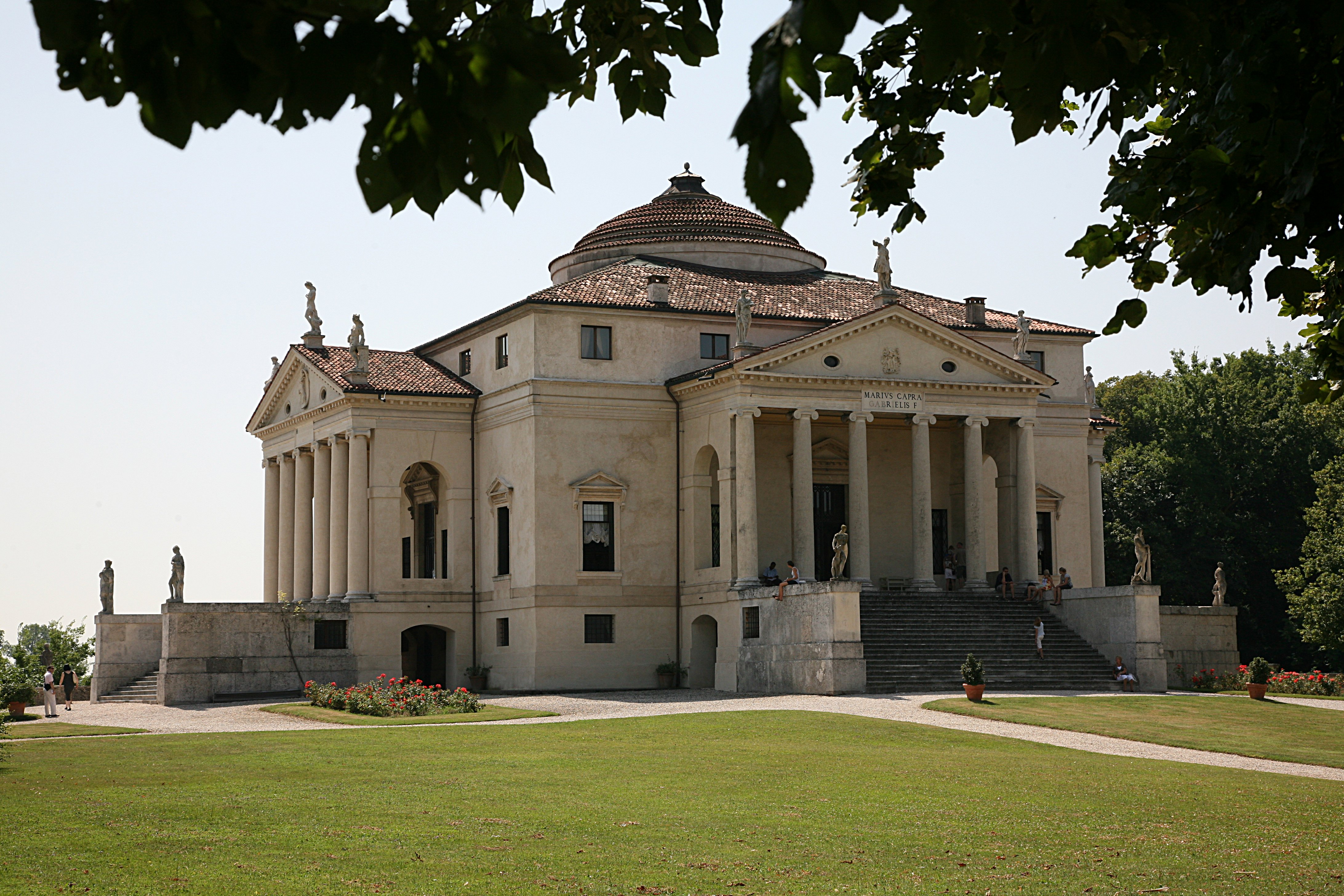
Вилла Ротонда

Наиболее значительная часть наследия Палладио — спроектированные им виллы в окрестностях Венеции и Виченцы, на так называемой Терраферме (вен. teraferma — твёрдая земля). Виллы были приспособлены для ведения сельского хозяйства и отвечали потребностям аристократии области Венето, вкладывавшей капиталы в земельные угодья после ослабления роли Венеции в морской торговле.
Одним из источников архитектуры сельского дома считают архитектуру загородных вилл римских патрициев поздней античности (лат. villa suburbana). Их описание можно было найти в «Нравственных письмах» Сенеки Младшего к Луцилию (I в. н. э.). Палладио обратился к античным источникам, но перерабатывал их соответственно климату, традициям сельской Италии и требованиям заказчиков. С этой целью он проводил обмеры подобных античных сооружений в Вероне, Сплите, Ниме. Композиция палладианских вилл строго симметрична — от парадного сада и подъездов через главный портик или аркаду, предшествующую парадным залам, к лоджии, или портику противоположной стороны дома, выходящей во второй сад.
Колонный портик с фронтоном в духе римской архитектуры придавал жилищу «храмовидный» характер, тем самым возвышая и личность владельца, и будто сам круг его жизни, а галереи, ведущие к боковым корпусам, выполняющим хозяйственную функцию, обогащали симметрию композиции. Палладио часто использовал боковые крылья в виде протяжённых крытых галерей на колоннах тосканского ордера (восходящих к деревенским навесам для содержания скота), иногда расположенных под прямым углом к центральному корпусу и образующих U-образный план с обширным внутренним двором. Архитектор называл такие галереи «баркессами» (итал. barchessa — «лодочка»).
В виллах Палладио особенно замечательно проявилось умение архитектора сочетать архитектуру и природу, превращая пейзажное окружение в естественную среду обитания человека (для венецианцев это было особенно значимым, так как сама Венеция почти полностью лишена зелени).
Шедевром Палладио является вилла Альмерико-Капра-ла-Ротонда в окрестностях Виченцы (проект 1556 года, достроена Винченцо Скамоцци). Система рационального пропорционирования создаёт впечатление абсолютной гармонии. Постройка вместе с куполом (без портиков) точно вписывается в куб. Вилла Ротонда создана по типу бельведера с круглым залом в центре, куполом со световым фонарём и расположенными по четырём сторонам лёгкими ионическими шестиколонными портиками с широкими лестницами и статуями.

### Церкви

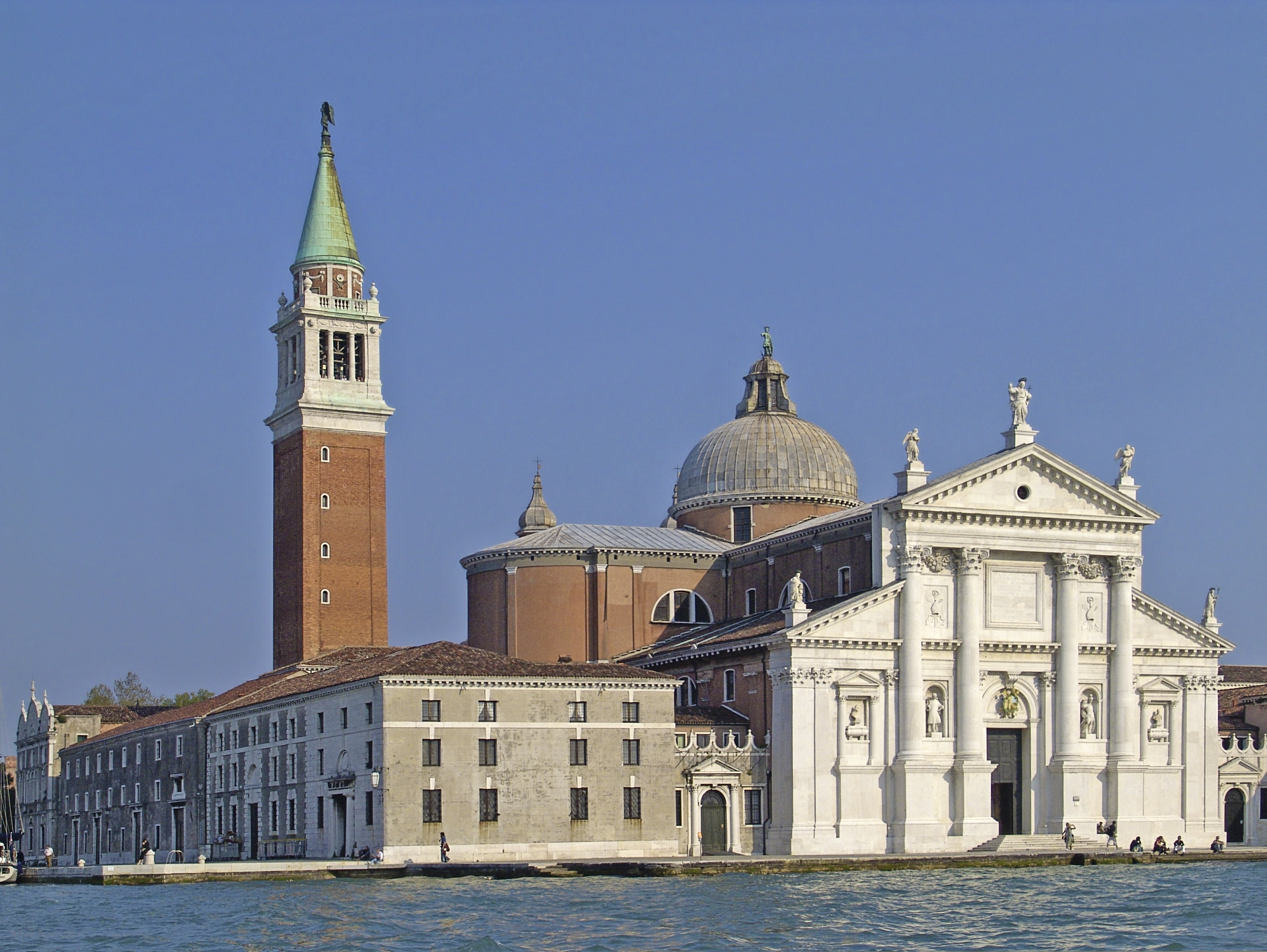
Вид на базилику Сан-Джорджо-Маджоре с Площади Святого Марка

В Венеции Палладио выполнил несколько проектов и построил ряд церквей: Сан-Пьетро ди Кастелло, 1558; клуатр церкви Санта Мария делла Карита (ныне Галерея Академии); фасад церкви Сан-Франческо делла Винья, 1562; базилика Сан-Джорджо-Маджоре на одноимённом острове, 1565 год (завершена В. Скамоцци); церковь Иль Реденторе на острове Джудекка, 1576—1592; Санта-Мария-делла-Презентационе, или «Ле Цителле»; Санта-Лючия (разобрана в середине XIX в. при строительстве железнодорожной станции).

### Поздние общественные постройки
Поздние общественные постройки Палладио характерны тяготением к масштабности форм, они близки архитектуре барокко. Строительство Лоджии дель Капитаньо (1571), расположенной напротив Базилики в Виченце, совпало с победой венецианцев над турками в битве при Лепанто и потому не случайно своей композицией она напоминает римскую триумфальную арку (в рельефах боковых фасадов изображены взятые у турок трофеи). Мощные полуколонны большого ордера, объединяющие два этажа, подчёркивают величественный образ здания.
Подлинным шедевром Палладио является деревянный театр Олимпико, сооружённый для Олимпийской Академии в Виченце (проект 1580 года). Он представляет собой переосмысленный архитектором вариант древнегреческого театрона, в котором скамьи для зрителей расположены полукругом, логейон (возвышение, помост), укреплённый на проскении, и скену («задник») — вертикальную стенку позади логейона, выполняющую функцию декорации. Скену архитектор задумал сделать с эффектом усиленной линейной перспективы, создающей эффект «обманчивого глаза» или «тромплёй» (фр. trompe-l'œil — обманчивый глаз, обманчивая видимость). Созданные в рельефе перспективы улиц, открывающиеся сквозь проёмы скены, издали кажутся глубокими, а на деле имеют глубину всего в несколько метров. Ракурсы архитектурных деталей усиливают ощущение глубины. Однако вопреки исторической правде вместо древнегреческих параскениумов Палладио, верный своим пристрастиям, использовал не греческую, а древнеримскую архитектуру триумфальных арок. Сам театрон завершается колоннадой, плоский деревянный потолок расписан под «настоящее небо», как в Древней Греции. Этот оригинальный проект реализовал лучший ученик и последователь выдающегося мастера Винченцо Скамоцци.

### Палладианство
Архитектурное и теоретическое наследие Палладио сделало классический язык архитектуры общедоступным и универсальным, сыграло исключительную роль в развитии архитектурных идей барокко и неоклассицизма в XVII и XVIII веках. Под непосредственным воздействием работ Андреа Палладио формировалось творчество Винченцо Скамоцци и Бертотти-Скамоцци в Италии, английских архитекторов-палладианцев: Иниго Джонс, Кристофер Рен, лорд Берлингтон, Уильям Кент, Кэмпбелл Колин, Джакомо Кваренги в России, Томаса Джефферсона в США. Последователи мастера образовали направление в европейской архитектуре, получившее название палладианства, обращение к которому остаётся актуальным до настоящего времени.
В XVIII веке исследование творческого наследия Андреа Палладио начал вичентистский архитектор Франческо Муттони в сотрудничестве с Джорджо Доменико Фоссати.
«Волнующая вечность оказалась суждена искусству Палладио. Никакой другой архитектор не был так чужд шаблону и постоянной формуле. Каждое своё здание Палладио решал наново не только в общем, но и во всех частностях. Он не стремился похитить у Рима готовые эффекты форм, как хотели одни, или вырвать у него секрет славы, о чём мечтали другие. Организм древней архитектуры он изучал солидно, терпеливо, внимательно и бескорыстно. Он жил в убеждении, что это не чья-то чужая архитектура, рядом с которой возможна какая-то иная, но что это вообще единственная возможная и нужная архитектура. Его воображение не отягощено и не переполнено; оно не вступает в трагическое противоречие с законами искусства, потому что законы архитектуры живут в душе Палладио так же инстинктивно, как живёт в душе Пушкина инстинктивный закон стиха. Как Пушкин, он есть сам своя норма, раскрывающаяся у обоих в каждом явлении их искусств и, быть может, в каждом их жизненном движении».

## Всемирное наследие
В 1994 году виллы Палладио в Виченце и окрестностях были объявлены ЮНЕСКО памятником Всемирного наследия человечества. К их числу относятся:
- Вилла Вальмарана (Вигардоло) в Вигардоло-ди-Монтичелло-Конте-Отто, 1541—1543;
- Вилла Пизани (Баньоло) в Баньоло ди Лониго 1542—1544;

«Чтобы не вдаваться в архитектурные подробности, проще всего вызвать в
воображении Большой театр или районный Дом культуры — они таковы благодаря
Палладио. И если составлять список людей, усилиями которых мир — по крайней
мере, мир эллинско-христианской традиции от Калифорнии до Сахалина -
выглядит так, как выглядит, а не иначе, Палладио занял бы первое место».
- Вилла Гаццотти в Бертезина, 1542—1543;
- Вилла Сарачено в Агульяро, ок. 1548;
- Вилла Кьерикати в Ванчимульо, 1550-е;
- Вилла Кальдоньо в Кальдоньо, 1542—1567;
- Барбаро-Вольпи в Мазер, 1549—1558, фрески П. Веронезе, 1560—1562;
- Вилла Пойана в Пойана Маджоре, 1548),— все близ Виченцы;
- Вилла Пизани (Монтаньяна) в Порта Падова, Монтаньяна (Падуя), 1552/1553-1555;
- Вилла Корнаро в Пьомбино, в 30 км от Венеции, 1552—1553;
- Вилла Сарего в Санта-София ди Педемонте (Верона), 1560—1570;
- Бадоэр во Фратта-Полезине (Ровиго), 1556/1557-1563;
- Фоскари (Ла Мальконтента) близ Венеции, 1558;
- Вилла Дзено в Чессальто (Тревизо), 1554;
- Эмо-Каподилиста в Фанцоло де Веделаго (Тревизо), ок. 1559—1565;
- Вилла Форни-Черато в Монтеккьо Прекальчино (Виченца), 1560-е;
- и ряд других (некоторые разрушены в последующие века).

## Ключевые даты

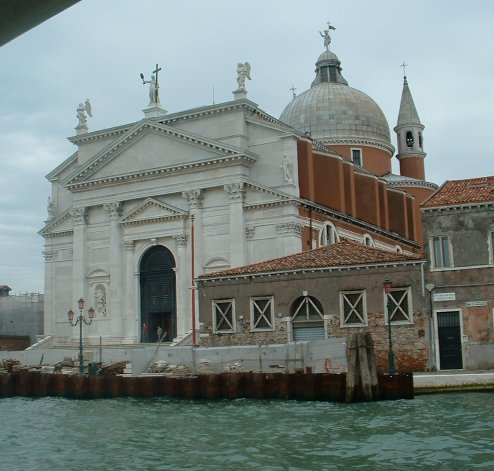
Церковь Иль Реденторе

- 1540 год: Начало первой работы, вилла Годи в Лонедо.
- 1544: Начало сооружения виллы Пизани в Баньоло.
- 1545: Первая значительная работа. Палладио привлечен к реконструкции дворца Раджоне XIII века — Базилики в Виченце. Обустроил его двухъярусной аркадой.
- 1550: Начало проектирования дворца Кьерикати и виллы Фоскари в Виченце.
- 1552: Начало работ над виллой Корнаро и дворцом Iseppo De' Porti.
- 1554: Публикация трактата Римские древности.
- 1556: В Удине работал над домом Антонини и в Виченце начинает сооружение дворца Тьене. Его заказы растут пропорционально росту его известности. В это время он сотрудничает с патриархом Аквилеи в редакции книги 'Vitruvio', обеспечивая книгу рисунками.
- 1557: Начало работ над виллой Бадоер в долине реки По.
- 1558: Реализует проект по реконструкции церкви Сан-Пьетро ди Кастелло в Венеции и возможно в том же году начинает создание виллы Malcontenta.
- 1559: Начало сооружения виллы Emo в деревне Фанзоло ди Веделаго.
- 1560: Вилла Барбаро-Вольпи в Мазере близ Тревизо.
- 1561: Начало сооружения виллы Пояна Маджоре, и в том же году — трапезной для монахов-бенедиктинцев монастыря св. Георгия в Венеции. Впоследствии он занимается фасадом монастыря Monastero per la Carità и виллой Серего.
- 1562: Начало работ над фасадом церкви Сан-Франческо делла Винья и работы над собором Сан-Джорджо Маджоре в Венеции.
- 1565: Начало создания виллы Каголло в Виченце и виллы Пизани в Montagnana.
- 1566: Дворец Вальмарана и вилла Дзено в Виченце.
- 1567: Начало работ над виллой «Ротонда» в Виченце.
- 1570: Палладио номинирован на титул Proto della Serenissima (Почетный гражданин Венеции), в том же году он публикует в Венеции трактат I Quattro Libri dell’Architettura (Четыре книги об архитектуре).
- 1571: Строительство виллы Piovene, дворца Porto Barbaran, лоджии дель Капитанио и Дворца Porto Breganze.
- 1574: Публикация «Комментариев к Юлию Цезарю» и работа над эскизами фасада церкви Св. Петрония S. Petronio в Болонье
- 1577: Начало сооружения церкви Иль Реденторе, в Венеции.
- 1580: Подготовка эскизов интерьера для церкви Санта-Лючия в Венеции, и в том же году начало строительства Театро Олимпико в Виченце.